# 仙女座LN
仙女座LN，又名BD+43 4378，HD 217811、SAO 52626、HR 8768，是仙女座的一颗恒星，视星等为6.39，位于銀經103.11，銀緯-14.59，其B1900.0坐标为赤經22h 58m 10.7s，赤緯+43° -14.59′ 15″。